# 노스웨스트 항공 255편 추락 사고
노스 웨스트 항공 255 편 추락 사고는 1987년 8월 16일에 디트로이트 메트로폴리탄 웨인 카운티 공항에서 발생한 항공 사고다. 사고 원인은 조종사가 플랩을 내는 것을 잊어 이륙 경보 장치가 중단된 것이다.

## 항공기 승무원

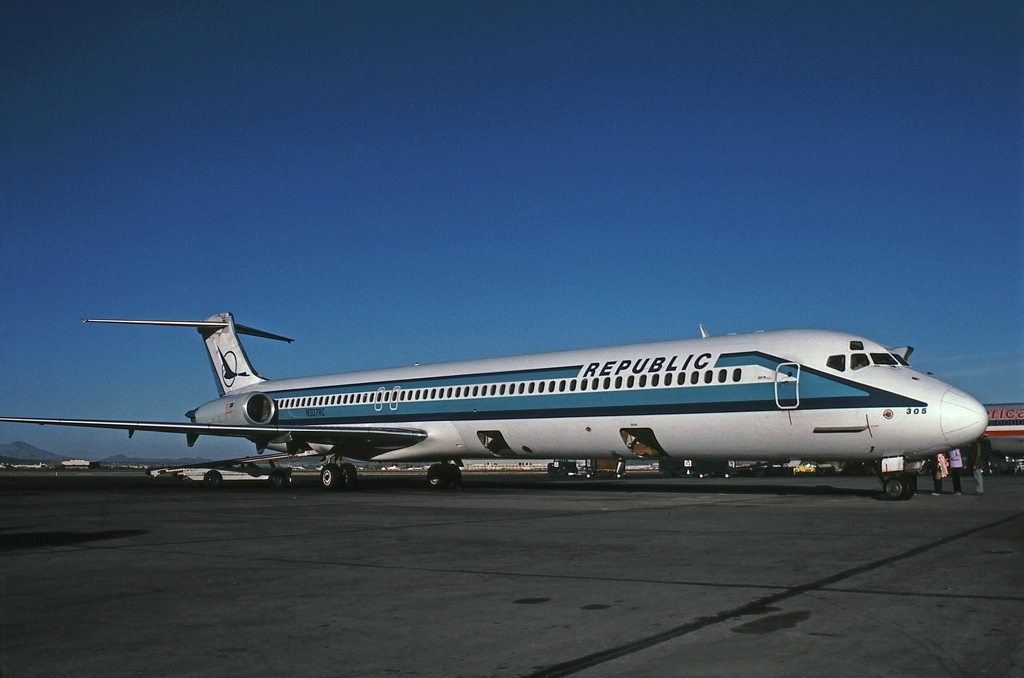
같은 기종인 MD-82. 사고기는 리퍼블릭 항공의 도장이었다.

기체
맥도널 더글러스 사의 DC-9-82(기체 기호: N312RC)
승무원
기장: 존 R. 마우스 (John R. Maus) (57세 · 남성)
부조종사: 데이비드 J · 돗즈 (David J. Dodds) (35 세 · 남성)

## 추락
1987년 8월 16일, 노스웨스트 항공 255편은 새기노를 출발해 디트로이트, 피닉스를 거쳐 오렌지 카운티로 가고 있었다.
동부 서머 타임 약 20시 42분에 활주로 3C에 255편이 도착하고 3분 후 이륙이 허가되었다. 이 비행기는 170노트(345km)로 올라갔지만, 약 50피트(15m) 높이에서 좌우로 흔들리기 시작했다. 255편 비행은 실속 상태에 빠졌고 왼쪽 날개가 조명등을 쳤다. 왼쪽 날개가 18피트 길이 정도 절단되었으며, 탱크의 연료가 불을 내뿜었다. 그후, 그것은 90도 각도로 왼쪽으로 돌아 렌터카 회사의 지붕을 뚫었다. 항공기는 완전히 통제 불능 상태였고, 교차로에서 차를 친 후 도로를 가로지르며 미끄러져 94번 고속도로의 철도 고가 아래서 폭발했다.

## 승객과 생존자
탑승하고 있던 승무원 6명과 승객 149명 가운데 가족과 여행하고 있던 4살짜리 소녀를 제외한 전원이 사망했다. 지상에서도 휘말린 자동차 운전자 2명이 사망하고 5명이 중경상을 입었다.
사망한 승객 중 30명은 25세 미만이었다. 또한 154명 중 110명은 애리조나주 출신이었고, 18명은 미시간주의 주민이었다.

## 사고 원인
미국 연방 교통 안전 위원회(NTSB)는 사고 원인에 대해 플랩과 판금을 전개를 잊은 조종사 실수로 단정했다. 이것은 사고기의 절단된 좌익을 회수하고 내부를 통해서 플랩 배포 와이어를 절단에 맞추면 덮개가 수납된 상태기 때문이다. 또한 사고기의 항공기 블랙박스를 회수한 결과, 사고기는 이륙할 때 체크리스트의 플랩과 판금 세트 항목을 빠뜨렸던 것이 밝혀졌다. 그 원인은 사고기가 활주로 3C가 아닌 다른 활주로에서 이륙할 예정이었지만 기상 악화로 3C로 변경된 것이었다. 그 때 유도로에서 헤맸고 항공관제사에게 유도해달라고 했다. 255편은 이륙 전에 활주로가 변경된 것으로 인해, 평소 이륙 전 점검 목록을 할 때 활주로의 변경 정보의 청취를 하고 있었다. 그 결과, 청취가 끝난 경우에는 유도로를 주행 중이었으며, 플랩 및 판금은 세트된 것으로 믿고 있었다고 추측된다.
또한 CVR에 남아 있던 실속 경보가 본래 해야 할 지연이 없이 "설치"이라고 명확하게 들리고 있었다.
NTSB가 이에 관하여 MD-80 조종사에 문의한 결과 "실속 경보를 한쪽 만 들으려면 한쪽 추력 레버만 올리거나 P-40는 차단기를 뽑는 수밖에 없다"고 말했다. 실제로 P-40는 차단기를 뽑아 실속 경보는 한쪽 밖에 나지 않게 되어있었다.
P-40는 차단기는 실속 경보 외에도 이륙 경보 장치 차단기의 역할을 하고 있으며, 사고기도 차단기가 분리되어 있었기 때문에, 본래 되어야 하는 이륙 경보 장치가 작동하지 않았다고 추측했다. 그러나 사고기의 차단기는 심하게 손상되어 단정은 할 수 없었다.
또한 파일럿이 차단기를 분리한 이유이지만, 택싱할 때 추력 레버를 미는 이륙 경보 장치가 울리는 위한 파일럿이 한 공부 일상적으로 밀려 있었다. 255편 조종사가 뽑은하거나 혹은 사고기가 일상적으로 뽑혀 있었는지까지는 단정할 수 없었다.
이륙 활주시 기장이 추력 레버 TO/GA 스위치 (이륙 추력을 유지하는 것)을 눌렀지만 반응이 없었다. 그 때 기장은 "이륙 모드가 되지 않는다"며 부조종사는 이륙 모드의 스위치를 눌렀다. 이륙 모드 세트는 플랩 / 판금 세트 이후의 항목이기 때문에 여기에서 인식 이륙을 중단하면 추락은 면했다. 그러나 악천후로 인해 상당한 지연을 억제하고 싶은 조바심과 기내가 어두웠던 것, 부조종사도 기장도 심각하게 간과했으며, 모르고 기수를 올려 버린 것이 치명적이었으며, 실속 상태에 빠져 추락했다.

## 추모
사고 현장 부근에는 1994년에 반려암으로 만들어진 위령비가 지어졌다. 희생된 156명의 이름이 새겨진 상단에는 하늘색으로 누명된 새가 입에 "Their spirit still lives on..." 라고 적힌 리본을 물고 있었다 일러스트가 그려져 있다.
또한 피닉스 다운타운에 있는 피닉스 시청 옆에는 희생자 기념비가 세워져 있다.
사고 20년 후 2007년 8월 16일, 위령제는 디트로이트에서 열렸다. 사고 후 유족이 현장에 돌아온 것은 처음이었다.
사고 25년 후 2012년 8월 16일 위령제가 추락 현장에서 열린 유족과 피해자의 친구가 참석하고 현지 성직자는 피해자의 이름을 한 사람 한 사람 낭독했다. 또한 현지 언론은 유일한 생존자인 여성의 현재의 영상도 방영했다.

## 이 사고를 다룬 프로그램
- 메이데이! : 항공기 사고의 진실과 진상 시즌 7 2화 「COCKPIT CHAOS "

## 같이 보기
- 항공 사고
- 메이데이! / 항공기 사고의 진실과 진상
- 스팬 에어 5022 편 이륙 실패 사고
- 루프트 한자 540편 추락 사고
- 만다라 항공 091편 추락 사고
- 델타 항공 1141편 추락 사고